# Auberry
Auberry is een plaats in Fresno County in Californië in de VS.

## Geografie
De totale oppervlakte bedraagt 49,8 km² waarvan slechts 0,36% water is.

## Demografie
Volgens de census van 2000 bedroeg de bevolkingsdichtheid 41,4/km² (107,2/mijl²) en bedroeg het totale bevolkingsaantal 2053 dat bestond uit:
- 86,65% blanken
- 0,44% zwarten of Afrikaanse Amerikanen
- 5,16% inheemse Amerikanen
- 0,73% Aziaten
- 0,10% mensen afkomstig van eilanden in de Grote Oceaan
- 2,05% andere
- 4,78% twee of meer rassen
- 8,52% Spaans of Latino

Er waren 722 gezinnen en 539 families in Auberry. De gemiddelde gezinsgrootte bedroeg 2,67.

## Plaatsen in de nabije omgeving
De onderstaande figuur toont nabijgelegen plaatsen in een straal van 40 km rond Auberry.